# Jakub Józef Orliński
Jakub Józef Orliński (Varsavia, 8 dicembre 1990) è un controtenore polacco.

## Biografia
Orliński ha iniziato la sua carriera musicale con il coro Gregorianum, diretto da Berenika Jozajtis, con cui ha cantato in Polonia e all'estero. Ha studiato musica e canto al'Università della Musica Fryderyk Chopin di Varsavia, sotto la supervisione di Anna Radziejewska, e durante gli studi ha cantato in numerosi concerti dell'università e dell'Accademia teatrale Aleksander Zelwerowicz. Dal 2012 ha studiato all'accademia d'opera del Grande Teatro-Opera Nazionale e dal 2015 al 2017 ha studiato alla Juilliard School sotto la supervisione del soprano Edith Wiens. Ha fatto il suo debutto sulle scene in Polonia, con il Venere e Adone di John Blow e l'Agrippina di Händel. Durante gli studi in Germania ha cantato Ruggiero nell'Alcina ad Aquisgrana e a Cottbus, oltre a cantare Purcell all'Opera di Lipsia.
Ha cantato in concerti e recitals alla Carnegie Hall e al Lincoln Center di New York, accolti molto positivamente dalla critica newyorchese. Negli Stati Uniti ha cantato il Messiah di Händel per l'Oratorio Society of New York. Nel 2017 ha cantato il ruolo di Ottone nell'Agrippina di Händel alla Carnegie Hall e ha cantato Nisi Dominus di Vivaldi al Karlsruhe Hander Festival, oltre che brani dal Dixit Dominus. Nello stesso anno ha debuttato al Festival d'Aix-en-Provence nell'opera di Cavalli Erismena, mentre nella stagione 2017/2018 è stato l'eponimo protagonista del Rinaldo di Händel per l'Opera di Francoforte.
Nell'ottobre 2018 la casa discografica Erato ha prodotto il suo album d'esordio, Anima Sacra, in cui Orliński ha inciso arie barocche della scuola musicale napoletana per la direzione musicale di Maksim Emel'janyčev con l'orchestra Il Pomo d'Oro, con cui è stato eseguito anche il suo secondo album solistico, prodotto nel novembre 2019, Facce d'amore, di arie del repertorio barocco.
Nella stagione 2019/2020 Orliński ha ampliato il suo repertorio operistico con diverse opere di Händel in scena in Francia, Svizzera, Stati Uniti e Germania. Nell'autunno 2019 ha cantato il ruolo di Ciro in Baldassar alla Opernhaus Zürich, mentre nel 2020 canta i ruoli scritti originariamente per cantanti castrati in Tolomeo al Badisches Staatstheater Karlsruhe, in Serse al Théâtre des Champs-Élysées e nel Partenope alla San Francisco Opera.
Nell'autunno del 2021 fa il suo debutto alla Metropolitan Opera House nell'Eurydice di Matthew Aucoin, mentre nel gennaio del 2022 alla Royal Opera House come Didimo nella Teodora di Händel.

## Repertorio
| Ruolo            | Titolo                       | Autore  |
| ---------------- | ---------------------------- | ------- |
| Ariel            | The Tempest                  | Adès    |
| Orpheus' Double  | Eurydice                     | Aucoin  |
| Cupido           | Venus and Adonis             | Blow    |
| Endimione        | La Calisto                   | Cavalli |
| Orimeno          | Erismena                     | Cavalli |
| Il rifugiato     | Flight                       | Dove    |
| Orfeo            | Orfeo ed Euridice            | Gluck   |
| Narciso Ottone   | Agrippina                    | Händel  |
| Rinaldo Eustazio | Rinaldo                      | Händel  |
| Ciro             | Baldassar                    | Händel  |
| Phillipus        | Der misslungene Brautwechsel | Händel  |
| Ruggiero         | Alcina                       | Händel  |
| Unulfo           | Rodelinda                    | Händel  |
| Didimo           | Teodora                      | Händel  |
| Tolomeo          | Tolomeo                      | Händel  |
| Arsamene         | Serse                        | Händel  |
| Armindo          | Partenope                    | Händel  |
| Athamas          | Semele                       | Händel  |
| Sifare           | Mitridate, re di Ponto       | Mozart  |

## Discografia

### Solista
- Beyond, Claudio Monteverdi, Giovanni Girolamo Kapsberger, Giulio Caccini, Girolamo Frescobaldi, Barbara Strozzi, Francesco Cavalli, Johann Kaspar Kerll, Claudio Saracini, Carlo Pallavicino, Pietro Paolo Cappellini, Giovanni Cesare Netti, Antonio Sartorio, Biagio Marini, Giuseppe Antonio Bernabei, Adam Jarzębski, Giovanni Battista Vitali, Carlo Francesco Pollarolo, Sebastiano Moratelli, Il Pomo d'Oro, Erato, 2023
- Vivaldi: Stabat Mater; Jan Tomasz Adamus, Capella Cracoviensis, Erato, 2022
- Farewells, Henryk Czyż, Tadeusz Baird, Karol Szymanowski, Paweł Łukaszewski, Mieczysław Karłowicz, Stanisław Moniuszko; Michał Biel - pianoforte, Erato 2022
- Anima Aeterna; Jan Dismas Zelenka, Johann Joseph Fux, Antonio de Almeida, Georg Friedrich Händel, Bartolomeo Nucci, Gennaro Manna, Davide Perez; con Fatma Said; Francesco Corti, Il Pomo d'Oro, Erato, 2021
- Facce d’amore, Francesco Cavalli, Georg Friedrich Händel, Giovanni Antonio Boretti; Maksim Emel'janyčev; Il Pomo D'oro, Erato, 2019
- Anima Sacra, Francesco Nicola Fago, Johann David Heinichen, Domènec Terradellas, Domenico Sarro, Francesco Feo, Jan Dismas Zelenka, Johann Adolf Hasse, Gaetano Maria Schiassi, Francesco Durante; Maksim Emel'janyčev, Il Pomo d'Oro, Erato, 2018

### Compilation
Magnolia, Aleksander Dębicz; Aleksander Dębicz, Łukasz Kuropaczewski, Konrad Gołda, Marcin Zdunik, Michał Żak con Jakub Józef Orliński, Warner Classics / Erato, 2024
Gluck: Orfeo & Euridice; Jakub Józef Orliński (Orfeo), Elsa Dreisig (Euridice), Fatma Said (Amore); Il Giardino d'Amore, Stefan Plewniak, Warner Classics / Erato, 2024
- Adela, Aleksander Dębicz, Joaquín Rodrigo, Maurice Ravel, Domenico Scarlatti, Erik Satie, Isaac Albéniz, Egberto Gismonti; Aleksander Dębicz & Łukasz Kuropaczewski con Jakub Józef Orliński, Warner Classics / Erato, 2021
- Haendel: Agrippina, Joyce DiDonato (Agrippina), Elsa Benoit (Poppea), Luca Pisaroni (Claudio), Franco Fagioli (Nerone), Jakub Józef Orliński (Ottone), Andrea Mastroni (Pallante), Carlo Vistoli (Narciso), Biagio Pizzuti (Lesbo), Marie-Nicole Lemieux (Giunone); Il Pomo d'Oro, Maksim Emel'janyčev, Warner Classics / Erato, 2020
- Luigi Rossi - La Lyra d'Orfeo & Arpa Davidica, Philippe Jaroussky, Veronique Gens, Jakub Józef Orliński, Valer Sabadus, Celine Scheen, Giuseppina Bridelli; L'Arpeggiata, Ltg: Christina Pluhar, Erato,  2019
- Handel: Enemies In Love, Natalia Kawałek, Jakub Józef Orliński; Ëvoe Music, 2018
- Vivaldi: Carnevale di Venezia, Natalia Kawałek, Jakub Józef Orliński, Miriam Albano, Stefan Plewniak; Ëvoe Music, 2016

## DVD
- Handel: Rodelinda, Jeanine de Bique (Rodelinda), Tim Mead (Bertarido), Benjamin Hulett (Grimoaldo), Avery Amereau (Eduige), Jakub Józef Orliński (Unulfo), Andrea Mastroni (Garibaldo), Aminata Diouaré (Flavio); Le Concert d'Astrée, Emmanuelle Haïm; Jean Bellorini, Erato, (2019)